# Giorgio Turchi
Pour les articles homonymes, voir Turchi.
Giorgio Turchi (né le 27 janvier 1931 à Carpi en Émilie-Romagne et mort le 3 février 2022 dans la même ville) est un joueur italien de football, qui jouait au poste de milieu de terrain.

## Biographie

### Club
En tant que milieu de terrain, après avoir été formé par le club de sa ville natale du Carpi Calcio, puis après y avoir fait ses débuts, Turchi rejoint Bologne à la fin de l'année 1954. 
Il joue ensuite pour quatre autres clubs, comme la Juventus (avec un intervalle d'une saison au Lanerossi Vicenza). Avec les bianconeri (où il dispute son premier match le 19 septembre 1954 lors d'une victoire 2-1 sur le terrain de Pro Patria), il remporte le Scudetto 1957-58 (celui de la première étoile du club). En 1959, il rejoint le Cagliari Calcio, jouant une saison en tant que titulaire en Serie B.

### Sélection
Au début des années 1950, Turchi joue quatre matchs avec l'équipe d'Italie espoirs.

## Palmarès
Juventus
- Championnat d'Italie (1) :
  - Champion : 1957-58.